# Il Concilio Vaticano II. Una storia mai scritta
(Roberto de Mattei)
Il Concilio Vaticano II. Una storia mai scritta è un saggio storico del 2010 di Roberto de Mattei.
Il libro ha ricevuto la candidatura a vincitore, dal Pen Club Italiano, nell'ambito della saggistica. Ha inoltre vinto, nel 2011, la sezione storica-scientifica, del Premio Acqui Storia.

## Recensioni
Il vaticanista del quotidiano Europa ha descritto il contenuto del libro come in linea con le posizioni teologiche della Fraternità Sacerdotale San Pio X. Anche lo storico Alberto Melloni, dalle colonne del Corriere della Sera, ha rivolto critiche all'opera di de Mattei, pur definendolo come «l'intellettuale più fine del tradizionalismo italiano.
Altre critiche sono state mosse da parte del sociologo e giornalista cattolico Massimo Introvigne su Avvenire, dal vaticanista Andrea Tornielli su Il Giornale e da Monsignor Agostino Marchetto su L'Osservatore Romano Il libro ha invece riscosso gli apprezzamenti di osservatori di area tradizionalista come Francesco Agnoli, Mario Palmaro ed Alessandro Gnocchi.